# إيقر بلاغ
إيقر بلاغ هي قرية في مقاطعة ساوجبلاغ، إيران. عدد سكان هذه القرية هو 1,045 في سنة 2006.